# Boerenprotesten tegen stikstofbeleid
De boerenprotesten tegen stikstofbeleid zijn een reeks protestacties van verschillende groepen Nederlandse boeren tegen overheidsplannen om de veehouderij in te perken om de stikstofcrisis op te lossen. De eerste protestactie op 1 oktober 2019 werd georganiseerd door Agractie en de Farmers Defence Force. Directe aanleiding voor de protesten is de stikstofcrisis, maar ze worden breder aangegrepen om te pleiten voor de positie van boeren en het behoud van het platteland. De protesten gingen regelmatig gepaard met bedreigende situaties en hebben meerdere dodelijke ongelukken veroorzaakt, zowel in Nederland als het buitenland.

## Demonstraties tegen halveren veestapel (2019-2020)
Directe aanleiding voor de eerste protesten was het voorstel van D66-Kamerlid Tjeerd de Groot op 9 september 2019 om de veestapel te halveren, naar aanleiding van de stikstofcrisis en het hierop volgende advies van de commissie-Remkes. Ook gaf LTO-Nederland voorman Marc Calon aan dat met de bezetting van een varkenshouderij in Boxtel 'de lont van het grote verzet in het kruitvat is gestoken'.

### 1 oktober 2019

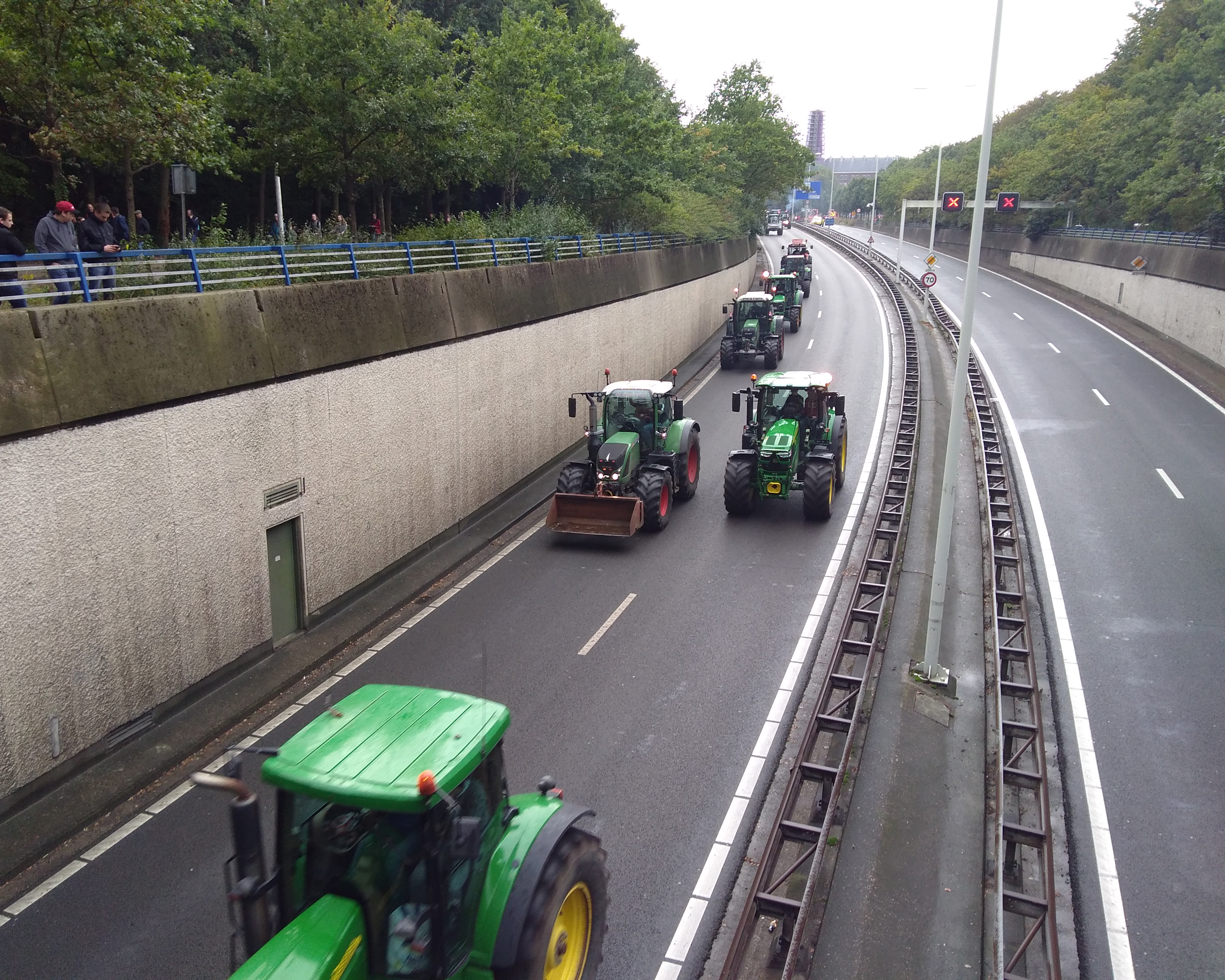
Trekkers op de Utrechtsebaan

Duizenden boeren vertrokken in de nacht met ten minste 2200 tractoren in colonnes naar Den Haag. Dit zorgde voor de drukste ochtendspits in de Nederlandse geschiedenis met 1.136 kilometer file. De demonstratie vond op het Malieveld plaats, waar van de burgemeester maximaal 75 tractoren mochten staan. De overige tractoren konden buiten het centrum geparkeerd worden, vanwaar de boeren met pendelbussen naar het Malieveld werden gebracht. De communicatie tussen de organisatie en het gemeentebestuur verliep echter slecht, aldus Agractie. Hierdoor reden tractoren vervolgens toch door naar het Malieveld, wat zorgde voor een verkeerschaos in het Haagse centrum. Tientallen tractoren reden door de berm of afzetting heen alsnog het Malieveld op.
Minister Carola Schouten van Landbouw sprak op het Malieveld de demonstrerende boeren toe en beloofde dat er geen halvering van de veestapel komt onder haar ministerschap.
Naast het protest in Den Haag waren er ook acties op andere plekken in het land. In Groningen parkeerden protesterende boeren hun trekkers bij het treinstation. Op de A28 tussen Hoogeveen en Zwolle vond een langzaamaanactie plaats. Hierbij blokkeerden de boeren de snelweg, doordat ze in een paar uur tijd langzaam van Hoogeveen richting Zwolle en weer terug reden. In het Media Park in Hilversum protesteerden tientallen boeren bij het redactiegebouw van de NOS omdat politici, media en activisten 'ten onrechte een negatief beeld over boeren' zouden hebben geschetst.

### 14 oktober 2019
In het land vonden verschillende protesten door boeren plaats bij diverse provinciehuizen, waaronder die van Drenthe, Overijssel, Noord-Brabant, Gelderland, Groningen en Noord-Holland. De provinciebesturen van Drenthe, Overijssel, Gelderland en Friesland trokken hun besluiten in onder druk van demonstraties. In Groningen werd met een tractor een monumentale deur uit het gebouw van het provinciehuis gereden, nadat het provinciebestuur had besloten de maatregel niet in te trekken. Ook viel er een gewonde tijdens een aanvaring tussen de politie en de boeren toen ze het provinciehuis probeerden te bestormen.

### 16 oktober 2019
Op 16 oktober waren er protesten, onder meer in Den Haag, Utrecht en De Bilt, nabij het RIVM. In Den Haag werd het leger ingezet om te voorkomen dat boeren het Binnenhof zouden betreden, en om de veiligheid in de stad te waarborgen.
De boeren zouden in Den Haag volgens afspraak op de Koekamp protesteren, maar ze braken door de afzettingen en reden tractoren het Malieveld op. Vervolgens reden de boeren met tractoren door winkelstraten en blokkeerden belangrijke kruispunten. Uiteindelijk was het centrum van Den Haag grotendeels lamgelegd en moest het openbaar vervoer worden stilgelegd. De snelwegen rond de stad stonden volledig vast door de vele tractoren. Drie evenementen moesten worden afgelast omdat ze hierdoor onbereikbaar waren: een voorstelling van het Cirque du Soleil dat op dat moment op het Malieveld stond, de opening van een tentoonstelling in het Atrium van het stadhuis en de vergadering van de Provinciale Staten. De gemeente Den Haag riep op tot extra oplettendheid "vanwege zwaar gemotoriseerd verkeer in de binnenstad". Sieta van Keimpema van Farmers Defence Force beschuldigde het kabinet "uit te zijn op een burgeroorlog met de boeren".
Tijdens het boerenprotest reed er een grafkist mee met daarop de naam 'Jesse'. GroenLinks-leider Jesse Klaver zei dat hij zich niet zou laten intimideren en dat het noodzakelijk was om het huidige landbouwsysteem te veranderen, mede ook om de boeren uit hun moeilijke situatie te helpen.

### 25 oktober 2019
Op 25 oktober protesteerden voornamelijk boeren uit Noord-Brabant bij het Provinciehuis van Noord-Brabant tegen het provinciale stikstofbeleid. De provincie besloot uiteindelijk om de maatregelen toch in te voeren.
Tevens werd er actie gevoerd tegen het voorgenomen beleid van de Zuivelsector, bestaande uit onder andere FrieslandCampina, NZO en ZuivelNL. Zo verspreidde Farmers Defence Force de persoonlijke telefoonnummers van bestuurders van zuivelbedrijven en werd het hoofdkantoor van FrieslandCampina in Amersfoort geblokkeerd. Als reactie hierop lieten de zuivelbedrijven weten dat ze hun plannen hebben ingetrokken wegens een gebrek aan draagvlak.

### 18 december 2019
Op 18 december voerden boeren verschillende blokkades uit verspreid over heel het land. Eerder waren de aangekondigde blokkades van distributiecentra van supermarkten al door de rechter verboden, daardoor gingen de boeren hun eigen gang en voerden ze zelf actie. Ze blokkeerden vooral snelwegen en landsgrenzen. Ook waren er boeren bij het mediapark in Hilversum, zij eisten daar zendtijd bij het NOS-journaal.

### 19 februari 2020
Op 19 februari reden honderden boeren opnieuw met trekkers naar Den Haag. Ditmaal werd er opgeroepen om niet via de snelweg te rijden. Er werden diverse bekeuringen uitgedeeld aan boeren die zich hier niet aan hielden.

## Demonstraties tegen verminderen eiwitten in veevoer (2020)
Op 6 mei 2020 kondigde minister Schouten aan een maximum in te stellen voor het eiwitgehalte in krachtvoer voor melkvee dat zou ingaan in september van dit jaar. Doel daarvan was om de stikstofuitstoot op korte termijn te verminderen zodat er woningen gebouwd konden worden. Vanuit de boeren kwam hierop kritiek, omdat het slecht voor de gezondheid van de dieren zou zijn en tot lagere productie zou leiden.
Naar aanleiding van de aangekondigde maatregelen werden diverse demonstraties gehouden. Zo werd er op 8 juli gedemonstreerd bij een afvalverwerker in Wijster, waarbij 57 boeren werden opgepakt.
Op 10 juli blokkeerden tientallen trekkers een distributiecentrum van Albert Heijn in Zwolle. Albert Heijn kon door de blokkade tijdelijk 230 winkels niet bevoorraden. Verder werden onder meer het hoofdkantoor van Jumbo in Veghel en Eindhoven Airport met tractoren geblokkeerd.
Vanwege de verkeersonveiligheid en wanordelijkheden die het spontaan onaangekondigd demonstreren met tractoren al meermaals had veroorzaakt, met daar nu bovenop het bedreigen van de voedselzekerheid, besloten verschillende veiligheidsregio's het gebruik van landbouwvoertuigen tijdens demonstraties te verbieden of het verboden gebruik van tractoren op snelwegen niet langer te gedogen en voortaan boetes uit te delen. De tractorverboden bij demonstraties waren tijdelijk en boeren behielden hun recht om op andere manieren te demonstreren. Op 13 juli werd het tractorverbod in de drie noordelijke provincies weer opgeheven, maar moest voortaan gemeld worden dat er bij demonstraties gebruikgemaakt zou worden van tractoren. Als de afspraken niet werden nageleefd, zou het verbod terugkomen. Ruim een week later op 21 juli voerde Veiligheidsregio Utrecht een nieuw tractorverbod in omdat de organisatie van een geplande boerendemonstratie het aantal deelnemende tractoren niet kon overzien en controleren.
Voorts deden minister Carola Schouten van Landbouw, minister Kajsa Ollongren van Binnenlandse Zaken en Tweede Kamerlid Tjeerd de Groot (die de veestapelhalvering had voorgesteld) aangifte van doodsbedreigingen geuit door de boeren. Minister Schouten zegde op advies van de politie een werkbezoek met Zeeuwse boeren af omdat andere boeren de snelweg hadden geblokkeerd. Op 11 juli 2020 werd FDF-voorman Thijs Wieggers gearresteerd bij de boerenblokkade van het Centraal Bureau Levensmiddelenhandel in Leidschendam, nadat hij een stopteken van een politieagent negeerde en op de agent zou hebben geprobeerd in te rijden, die zich daardoor genoodzaakt voelde om zijn vuurwapen te trekken. Wieggers kreeg van het OM een schikkingsvoorstel van 40 uur taakstraf en 430 euro schadevergoeding. Wieggers koos ervoor de zaak voor de rechter te laten komen wat resulteerde in vrijspraak.

### Oktober en november 2020
Toen D66-leider Rob Jetten vanwege een coronabesmetting in thuisquarantaine zat, kwamen vijf leden van de Farmers Defence Force hem onaangekondigd 's avonds laat bij zijn privéwoning een voedselpakket aanbieden. Het bevatte meerdere soorten vlees, hetgeen expres gekozen was – 'ludiek' volgens de FDF – omdat Jetten vegetariër is, 'voor zijn gezondheid'. Jetten en collega-politici reageerden dat, hoe aardig het ook bedoeld zou zijn, het zeer ongepast (en zelfs intimiderend) was om onaangekondigd 's avonds in het donker het privéadres te bezoeken van politici waar je het niet mee eens bent.
Op 17 november was er weer een boerenprotest in Den Haag. Hierbij werd het Malieveld wederom flink beschadigd, een COVID-opvang voor dak- en thuislozen geblokkeerd, en een fietser aangereden door een tractor.

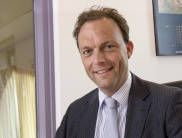
Peter Snijders: 'De maatschappelijke ontwrichting die deze actie met zich heeft meegebracht, is gigantisch. (...) Er is nu wel een grens overgegaan.'

### December 2020
Half december werden er boerenacties gehouden omdat de supermarkten volgens sommige boeren te weinig voor hun producten betaalden en uit protest tegen de stikstofwetgeving. Op 11 en 12 december blokkeerden boeren de ingang van een Jumbo-bevoorradingscentrum in Raalte en er werden ook acties gevoerd in Oosterhout en Geldermalsen. Op 12 december blokkeerden boeren het distributiecentrum van Albert Heijn in Zwolle en op 13 december ook kort het Zaanse distributiecentrum. Bij de Albert Heijn ontvingen 4500 klanten geen bestelling, bij de Jumbo 1700.
Burgemeester Peter Snijders van Zwolle (tevens voorzitter Veiligheidsregio IJsselland) stelde de boeren een ultimatum, waarop ze vertrokken. Snijders was boos en zei dat er een grens was overschreden: 'Ik ben inmiddels wel zo ver, na twee grote blokkades bij dit distributiecentrum, dat dit niet meer zo kan. Juist in deze coronatijd is het heel kwetsbaar om dit nu te doen. Er zijn mensen die vanwege een besmetting niet naar de supermarkt kunnen.' Het protest verliep volgens hem bovendien ongeorganiseerd, men hield zich niet aan de coronarichtlijnen en de politie moest ingrijpen. Hij pleitte landelijke regels rondom boerenprotesten zoals andere burgemeester ook al hadden voorgesteld. Albert Heijn verklaarde niet te zullen onderhandelen "met groeperingen die zich niet aan gemaakte afspraken houden".
Op 14 december blokkeerden tientallen trekkers zes uur lang het distributiecentrum van de Jumbo in Breda en een tiental boeren blokkeerden ook het huis van Jumbo-directeur Frits van Eerd. Minister Schouten van Landbouw veroordeelde de acties, die 'gewone mensen die werken en boodschappen doen' raakten en dat de veiligheidsregio's dit moesten aanpakken. Zelfs de als radicaler bekend  staande Farmers Defence Force (FDF) vond de blokkades te ver gaan en ontraadde boeren om bij distributiecentra te demonstreren. Mogelijk kwam dit doordat de brancheorganisatie Centraal Bureau Levensmiddelenhandel (CBL) volgens de FDF had gedreigd om de FDF voor de rechter te slepen en de leden te laten betalen voor de schade.

## Demonstraties rapporten over stikstofcrisis  (2021)
Naar aanleiding van rapporten over de aanpak van de stikstofcrisis werd er op woensdag 7 juli 2021 geprotesteerd. Agractie kwam met trekkers naar het Malieveld te Den Haag, leden van Farmers Defence Force protesteerden in (de omgeving van) Zwolle, Assen, Arnhem en Den Bosch. Op het Malieveld verliep het gemoedelijker dan voorheen. Zo behoefde Tweede Kamerlid Tjeerd de Groot geen beveiliging te hebben tijdens zijn bezoek aan het protest en ging hij in gesprek met de boeren, in tegenstelling tot anderhalf jaar eerder.

## Demonstraties stikstofplannen van minister Van der Wal (2022)
Op 10 juni 2022 maakte minister Christianne van der Wal (VVD) de nieuwe stikstofplannen bekend, die onder meer inhielden dat de stikstofuitstoot met 70 procent wordt teruggedrongen in 131 gebieden vlak bij kwetsbare natuur, wat betekende dat niet alle boeren zouden kunnen doorgaan met hun bedrijf. Agractie en FDF verwierpen de plannen en kondigden protesten aan voor 22 juni. Naast dit geplande protest vonden er nog dezelfde dag meerdere protesten plaats. Zo protesteerden tientallen boeren van actiegroep Voll Gass bij de woning van minister van der Wal. De minister stond de boeren een halfuur te woord en beëindigde na enige spanningen het gesprek. Dezelfde dag blokkeerden andere boeren een boerderij in Snelrewaard waar minister van Landbouw Henk Staghouwer (ChristenUnie) met enkele ambtenaren op bezoek was. Hoewel de minister net weg was, werden de ambtenaren een tijdje door de boeren tegengehouden. Langs de A28 bij Hoogeveen en de A16 bij Moerdijk verzamelden zich ook enkele boeren en hun sympathisanten die actievoerden tegen de kabinetsplannen. De onaangekondigde boerenprotesten werden door LTO Nederland, politici van allerlei partijen en door het kabinet veroordeeld als onacceptabele intimidatie en een overtreding van eerder met de boeren gemaakte afspraken over acceptabele manieren van protesteren.
In de avond van 14 juni blokkeerden boze boeren met trekkers het spoor tussen Vorden en Winterswijk en legden twee treinen op station Lichtenvoorde-Groenlo aan een ketting. Zij wilden daarmee naar eigen zeggen "voorkomen dat de dieseltrein op het traject Lievelde-Winterswijk nog langer stikstof uitstoot in het prachtige Natura2000-gebied Korenburgerveen".
Aanvankelijk was het protest voor 22 juni gepland in Den Haag, maar werd verplaatst naar Stroe om een positievere demonstratie te voeren. De Nationaal Coördinator Terrorismebestrijding en Veiligheid raadde in ieder geval Kamerleden Thom van Campen (VVD), Tjeerd de Groot (D66) en Derk Boswijk (CDA) af om naar de protesten te gaan, omdat hun veiligheid niet gegarandeerd kon worden. Van Campen en De Groot besloten daarop niet te gaan, maar Boswijk ging wel. Met tienduizenden demonstranten was het een van de grootste boerenprotesten. Ondanks oproepen van de LTO gebruikten tractoren weer de snelwegen bij aankomst en vertrek. Dit leidde tot files en een ongeluk op de A12.
Op 27 juni blokkeerden boeren met tractoren en hooibalen enkele snelwegen. Ook protesteerden boeren bij het provinciehuis van Noord-Brabant. Wederom was er ook een groep boeren die protesteerde bij de woning van Van der Wal. De dag daarna werden strobalen langs verschillende snelwegen in brand gestoken.
Ook op 28 juni waren er wederom protesten. Zo was er een protest bij de Tweede Kamer, waar gestemd werd over moties. Ook waren er in de avond protesten bij de woningen van Van der Wal en CDA-Kamerlid Derk Boswijk.
- Boerenblokkades van supermarkten
(juli 2022)

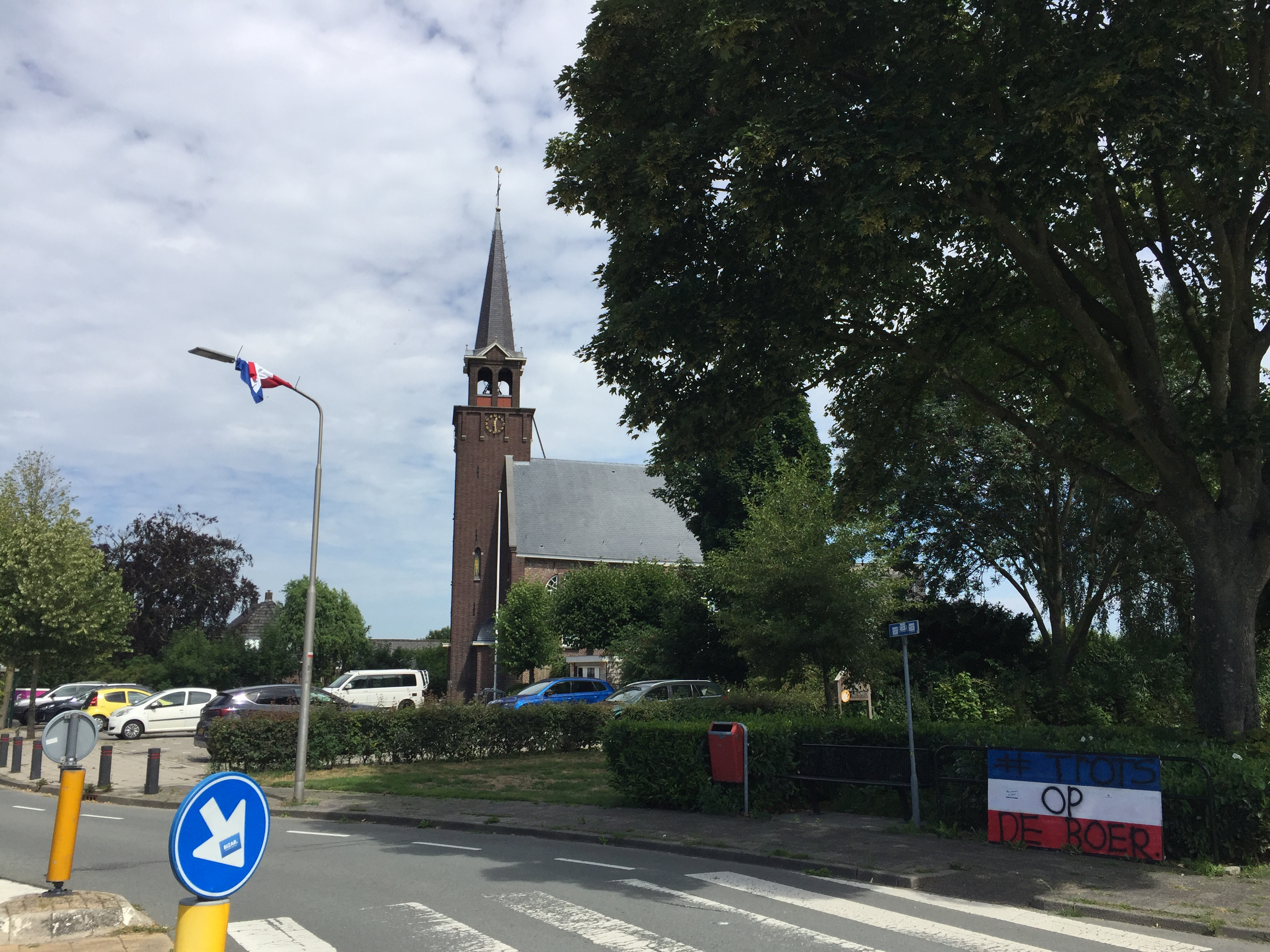
Een omgekeerde vlag met de tekst "Trots op de boer" (juli 2022)
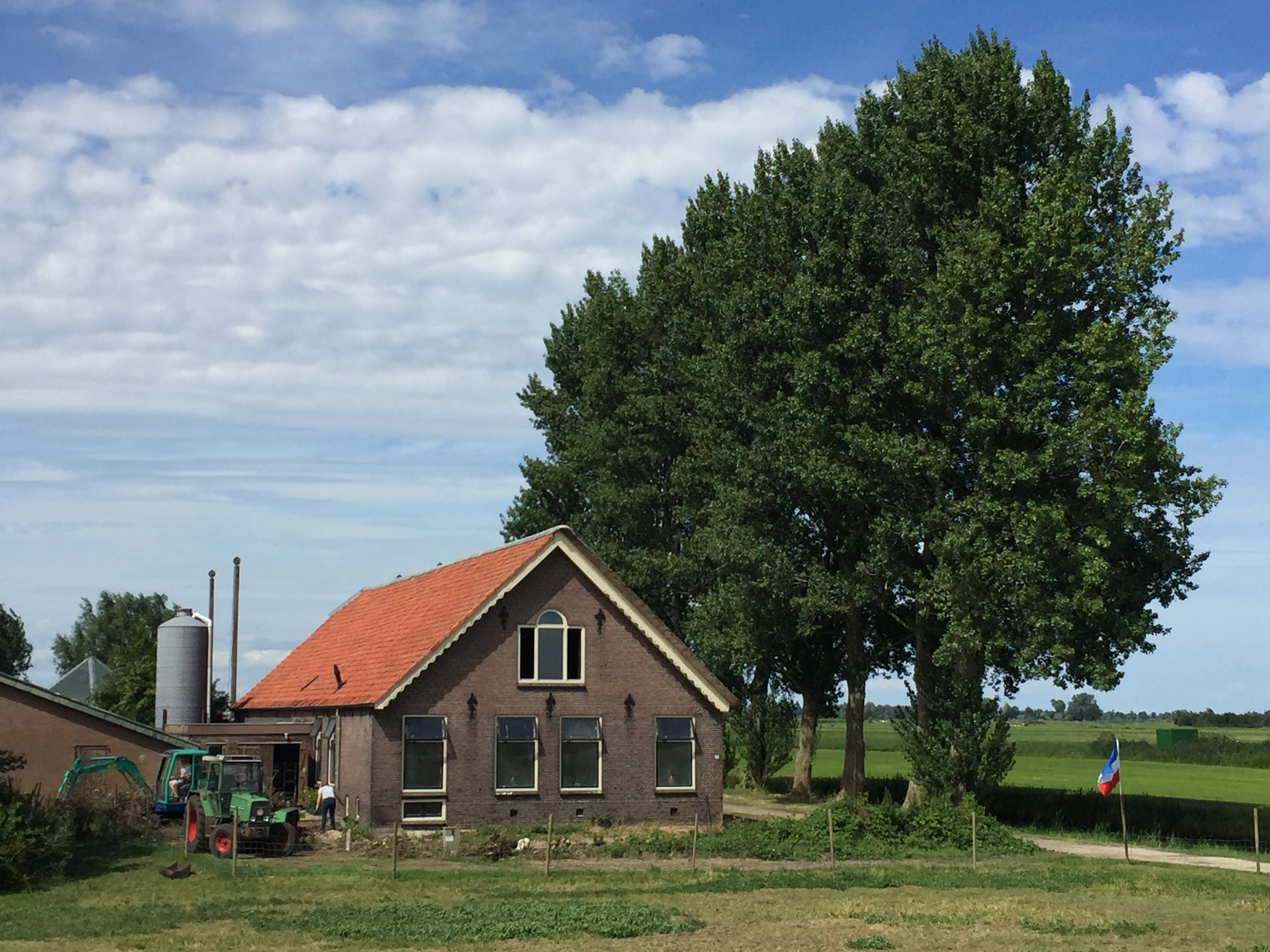
Een boerderij in Zuid-Holland met een omgekeerde vlag
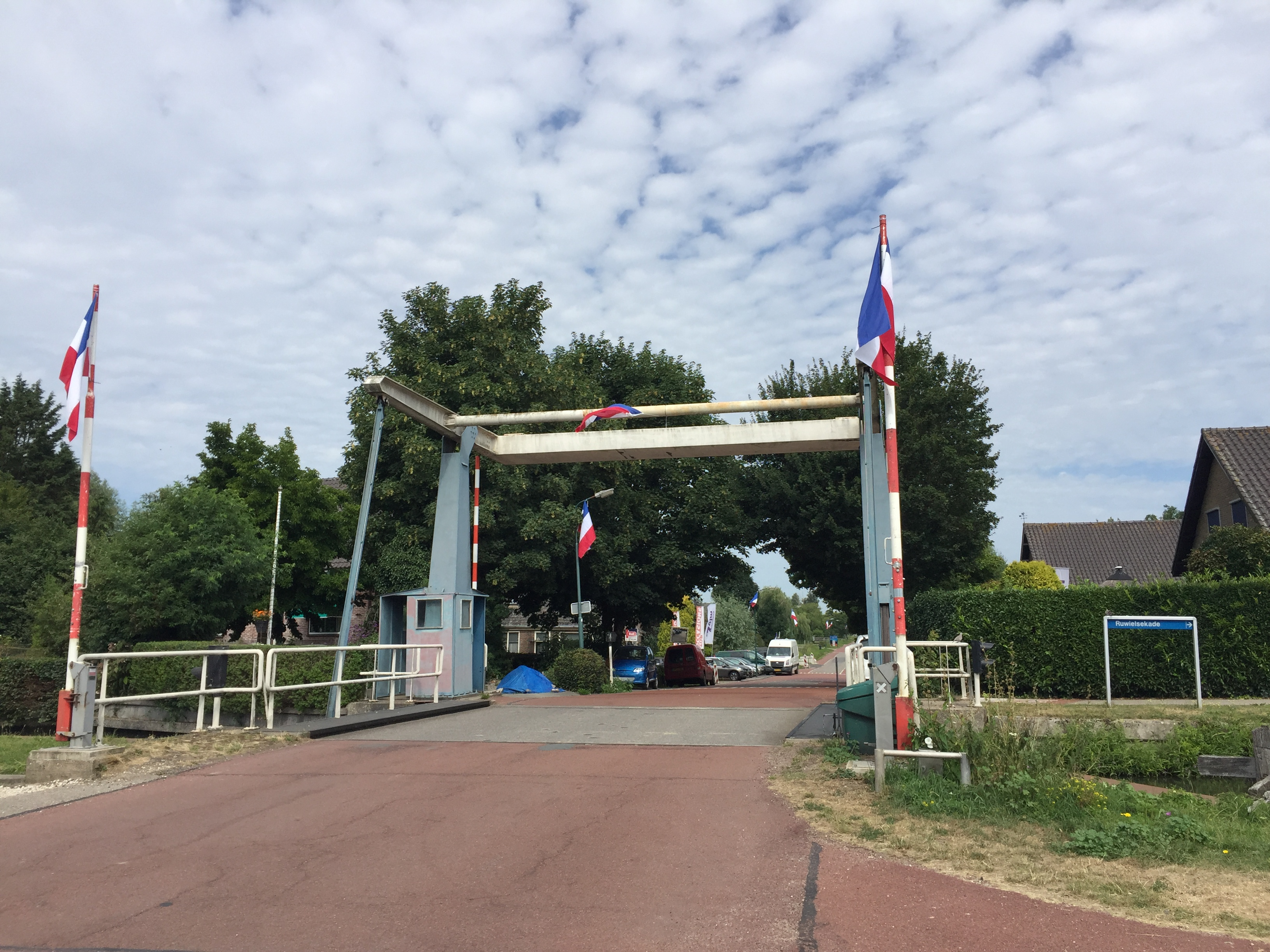
Omgekeerde vlaggen (Kockengen 2022)
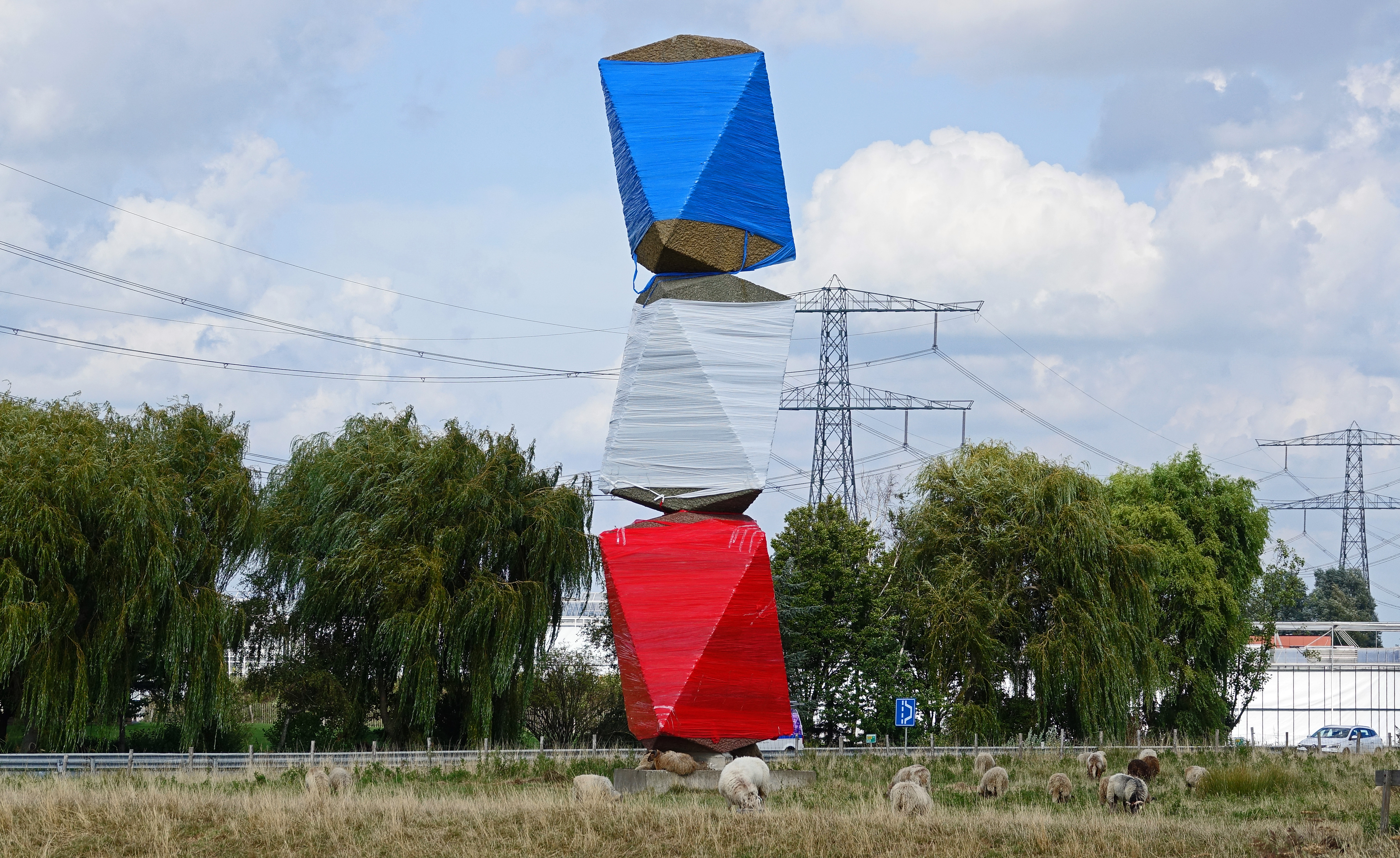
Kunstwerk van Bas Maters in Naaldwijk ingepakt met gekleurde folie

Eind juli 2022 werd er door verschillende boeren afval gedumpt op de snelweg. Hierdoor werden ongelukken veroorzaakt. Automobilisten die het afval wilden opruimen werden door de boeren uitgescholden en bedreigd met geweld. Minstens 1 boer werd op heterdaad betrapt, de 42-jarige Tim K., en kreeg een taakstraf van 80 uur en een vordering van ruim 3000 euro vanwege de geleden schade.
Een andere boer kreeg een taakstraf van 100 uur, en 60 dagen celstraf.

## Demonstratie na klappen landbouwakkoord (2023)
Op 29 juni 2023 werd een nieuw protest aangekondigd naar aanleiding van het Tweede Kamerdebat over het klappen van het landbouwakkoord na opstappen van LTO. Deze demonstratie werd georganiseerd door Farmers Defence Force (FDF) in Den Haag en startte vanaf 13.00 uur door Van den Oever. Er is een noodbevel van kracht in Den Haag. De opkomst werd vooraf door FDF geschat op 10.000, maar er kwamen uiteindelijk een paar honderd demonstranten. Partijleider Caroline van der Plas (BBB) zou aanvankelijk ook spreken, maar nadat die dag ervoor telefoonnummers van CDA-Kamerleden werden verspreid op het internet en FDF dat niet veroordeelde, besloot ze niet te komen., maar partijleider Wybren van Haga (BVNL), FVD-Kamerlid Pepijn van Houwelingen en PVV-Kamerlid Edgar Mulder spraken het Malieveld wel toe tijdens het Kamerdebat en de schorsing. Rond 15.30 uur liep het protest op zijn einde. De meeste boeren laten het Malieveld achter zich. De lage opkomst voor het protest, het afzeggen van verschillende sprekers waaronder Van der Plas en Roelof Bisschop (SGP) en het ingrijpen van de politie zorgen ervoor dat de boeren eerder dan gepland huiswaarts keren.

## Reacties
Volgens Natuur- en Milieufederaties en GroenLinks richtten de boeren tijdens het eerste protest hun woede ten onrechte op burgers en politiek, terwijl volgens hen het landbouwsysteem, inclusief de boerenorganisaties, de Rabobank en de supermarkten, de boosdoener is. Een groep vertegenwoordigers van biologische, biologisch-dynamische en agro-ecologische boeren bood in juli 2022 de ministers van landbouw en stikstof het Groenboerenplan aan, met tien aanbevelingen voor een natuur-, dier, en boervriendelijke landbouw. Deze groep boeren pleit juist wel voor een transitie in de Nederlandse landbouw en vindt dat een natuurvriendelijke landbouw  hand in hand gaat met een eerlijk inkomen voor de boeren.

### Reacties op geweld
Premier Mark Rutte van de VVD gaf aan dat demonstranten zich aan de regels moeten houden. Gert-Jan Segers van de ChristenUnie benadrukte dat de boeren "niet over grenzen mogen gaan". Pieter Heerma van het CDA meldde dat boeren hun onvrede mogen uiten, maar dat ze "niet mogen intimideren en geen onveiligheid mogen veroorzaken."
Jan Brouwer, directeur van het Centrum voor Openbare Orde en Veiligheid, vond dat met het geweld in Groningen "de grenzen van het recht op demonstreren zijn overschreden". Diverse politici, waaronder ook Helma Lodders, woordvoerder Landbouw van de VVD, vonden dat de boeren te ver waren gegaan. Er was ook frustratie over "de 'slappe knieën' van sommige provinciale bestuurders."
Het Openbaar Ministerie zegt dat de overheid gefaald heeft door dit najaar nauwelijks op te treden tegen tractoren op de snelweg. Het snelwegverbod kon volgens officier van justitie Linda Bregman door de politie onvoldoende worden gehandhaafd, onder meer door 'dreigende en intimiderende boeren' en overmatig alcoholgebruik.

### Steun onder de bevolking
| Datum            | Percentage bevolking |
| ---------------- | -------------------- |
| 1 oktober 2019   | 89%                  |
| 10 oktober 2019  | 72%                  |
| 16 oktober 2019  | 60%                  |
| 19 februari 2020 | 49%                  |
| 14 juli 2020     | 51%                  |
| 28 juli 2022     | 26%                  |

### Rapport terreurdreiging
De Nationaal Coördinator Terrorismebestrijding en Veiligheid (NCTV) publiceerde in mei 2020 een rapport over de actuele terreurdreiging in Nederland, waarin werd geschreven dat over het algemeen de boerenprotesten vreedzaam verliepen, maar dat met name de Farmers Defence Force (FDF) regelmatig de grens overschreed en bijdroeg aan maatschappelijke polarisatie door 'ongenuanceerde en bedreigende uitingen tegen politici en andersdenkende medeboeren' en fysieke agressie, bijvoorbeeld door het bekogelen van motoragenten met vuurwerk en het inrijden van de deur van het Groningse provinciehuis. De FDF ontkende betrokkenheid bij de genoemde incidenten.

### Tegendemonstraties door en bedreigingen jegens veganisten/dierenactivisten
Vanaf het eerste boerenprotest op het Malieveld op 1 oktober 2019 hebben kleine aantallen veganisten en dierenactivisten tegendemonstraties gehouden. Ze zeiden niet tegen de boeren als geheel te zijn, maar alleen tegen de veehouderij en pleitten voor plantaardig voedsel als oplossing voor de milieuproblemen inclusief de stikstofcrisis, alsmede voor het verminderen van dierenleed. De dierenactivisten en veganisten konden echter op weinig begrip van de protesterende boeren rekenen, werden door sommige boeren zelfs als medeverantwoordelijk gezien voor hun moeilijke situatie, bedreigd, bespuugd en bekogeld. CDA-prominent Henk Bleker, zelf boer, zei op 1 oktober 2019 vanaf het podium tegen de boerendemonstranten: 'Laat je niet provoceren vandaag! Laat je niet door een handvol loserige veganisten of dierenactivisten op de kast jagen. Kijk op hen neer.' Bleker beweerde achteraf hiermee boerenagressie jegens veganisten en dierenactivisten (als vergelding voor de stalbezetting in Boxtel) te willen voorkomen, maar volgens sommige veganisten was hiermee de toon gezet voor verdere minachting.

### Bezoeken van woningen politici
Het bezoeken van woningen van politici bracht het maatschappelijk debat over de grenzen van de vrijheid van meningsuiting en de vrijheid van vergadering en betoging weer op gang. Over het algemeen was men het erover eens dat de actie niet strafbaar was, maar wel intimiderend en dat het debat niet in de persoonlijke levenssfeer van politici en andere betrokkenen diende te worden gevoerd. Volgens Artikel 285b van het Wetboek van Strafrecht is 'inbreuk maken op iemands persoonlijke levenssfeer' strafbaar, al bleek het in de praktijk lastig om de privésfeer juridisch van de openbare ruimte te onderscheiden. Toch is niet alles toegestaan; zo was een man die in januari 2022 met een fakkel voor de deur van minister Kaag stond en dreigende teksten schreeuwde veroordeeld tot een half jaar cel wegens bedreiging met geweld, opruiing en ontwrichting van het democratisch proces.